# Hans Fulling
 Der er for få eller ingen kildehenvisninger i denne artikel, hvilket er et problem. Du kan hjælpe ved at angive troværdige kilder til de påstande, som fremføres i artiklen.

Hans Astor Røed Fulling (27. juni 1912 i Randers – 2002) var en royal, kammermusikalsk janitshar i Det Kongelige Kapel. Han kunne få et sæt slagbækkener til at klinge sammen med violinerne, stortrommen med basserne og trianglen med piccolofløjten. Det var også ham som udvalgte, underviste og opøvede pibere og trommer i Den Kongelige Livgardes Tambourkorps igennem mange år.

## Dragon-Fullingerne
Fulling var ud af en regimentsmusikerfamilie, Dragon-Fullingerne. Også Hans Fulling blev trompetér i 5. Dragonregiment i Randers i 1929, basunist i 1933 i Den Kongelige Livgardes Musikkorps og i 1937 janitshar i Det Kongelige Kapel. Tillige spillede han i Tivolis Harmoniorkester og virkede som docent ved Det Kongelige Danske Musikkonservatorium. Efter at Livgardens Spillemandsskole blev nedlagt i 1922, stod Livgarden "tilbage" med seks såkaldte reservehornblæsere, som dog efterhånden voksede til seksten i antal. Efter 1947, hvor den meget musikalske kong Frederik 9. besteg tronen, blev der omsider gjort noget for denne musik. 

## Kongen ringer til Fulling
På umiddelbar kongelig befaling over telefonen blev i 1956 hr. Fulling tilskyndet at gøre Tambourkorpsets musik-tidssvarende samt være fremragende indenfor sit felt. Her manglede i høj grad en kunstnerisk leder i mesterklassen. Når der skulle udtages nye rekrutter til Tambourkorpset kunne Hans Fulling på få øjeblikke føle og finde frem til de helt rigtige – og selvom rekrutterne ikke have spillet førhen, ville de såmænd under Fullings viljefaste, men faderkærlige, hånd få det lært på 8-10 uger. Han formåede at højne korpsets musikalske og kunstneriske kvalitet til dét vi kender i dag – med rytme og klang. Musik er bestemt ikke tilfældigheder, og der skal lægges egnethed i arbejdet. Tambourerne fik med sikkerhed Fullings valgsprog at lære: "At tjene og yde", hvilket har fået ikke så få tambourer til at videreuddanne sig ad musikvejen. En af de første melodier, Fulling arrangerede, var soldatermelodien Colonel Bogey, hvilket skete på opfordring af den daværende chef for Livgarden, oberst E.T.C.A. von Freisleben. Siden gik det slag i slag med hundredvis af melodier. Da vagtparaden jo går forbi Hans Fullings anden arbejdsplads, Det Kongelige Teater, skulle Tambourkorpset dér yderligere udøve meget vanskelige musikstykker fra Teatrets repertoire, f.eks.: Flagermusen, Carmen og Den gode fregat Pinafore. Adskillige store nodebøger er det blevet til fra Fullings nodepen – alt sammen såmænd blot fordi han ikke kan lade være. Også Fullings store interesse for militærmusikhistorie har mange forskere nydt godt af.

## Teatret og cykellygten
Engang først i 1950'erne blev Hans Fulling efter en koncert bedt til kongens bord. Samtalen gik på operaen Cavalleria Rusticana, som netop var på repertoiret. Pludselig udbrød majestæten: "Fulling, De skylder mig tre bækkenslag"! Fulling mente imidlertid ærligt, at han spillede, hvad han skulle, hvorefter kongen med påtaget vrede sagde: "Fulling, siger du din konge imod"? Fullings janitshar-noder blev derefter bragt op på slottet til den musikalske konge for personligt gennemsyn. Man må nu ikke glemme, at kongen faktisk var en glimrende dirigent – og at der rent manglede af uforklarlige grunde de tre bækkenslag i noderne … så begge de herrer havde ret. Sådan kunne historien godt været endt, men nej. Næste gang operaen skulle spilles, manglede noderne endnu, så Fulling gjorde sig klar til at spille på gehør. Kongen er hin aften i sit elskede teater, og sædvanligvis bukker kongen og Fulling taktfuldt og beskedent til hinanden efter de formelle hilsner. Lige inden koncerten skal til at gå i gang bliver Fulling prikket i ryggen af en af kongens tjenere med et sølvfad – derpå lå noderne. Jo nærmere koncerten kommer på de tre bækkenslag, kan Fulling se kongen rumstere samt rejse sig i kongelogen. Ud fra forhænget stikker kongen så en cykellygte, som han blinker med tre gange ned til janitsharen – nøjagtig samtidig med … de tre bækkenslag. Hvorefter kongen stille og roligt kommer frem fra sit skjul, bukker beskedent til Fulling, og sætter sig på plads igen. De tre bækkenslag har siden kunnet høres til rette tid og på rette sted. Det er eneste gang, at Fulling var tæt på en "majestætsfornærmelse", og sidste gang, at han sagde sin konge imod.